# Ambassade des États-Unis au Brésil
L'ambassade des États-Unis au Brésil est la représentation diplomatique des États-Unis auprès du Brésil. Elle est située à Brasilia, la capitale.

## Ambassadeurs
| Nom                                   | Titre                                              | Début             | Fin               | Nommé par             |
| ------------------------------------- | -------------------------------------------------- | ----------------- | ----------------- | --------------------- |
| Condy Raguet (en)                     | Chargé d'affaires                                  | 29 octobre 1825   | 16 avril 1827     | John Quincy Adams     |
| William Tudor (en)                    | Chargé d'affaires                                  | 25 juin 1828      | 9 mars 1830       | John Quincy Adams     |
| Ethan A. Brown (en)                   | Chargé d'affaires                                  | 18 février 1831   | 11 avril 1834     | Andrew Jackson        |
| William Hunter (homme politique) (en) | Chargé d'affaires                                  | 7 janvier 1835    | 1er janvier 1842  | Andrew Jackson        |
| William Hunter (homme politique) (en) | Envoyé extraordinaire et ministre plénipotentiaire | 1er janvier 1842  | 9 décembre 1843   | John Tyler            |
| George H. Proffit (en)                | Envoyé extraordinaire et ministre plénipotentiaire | 11 décembre 1843  | 10 août 1844      | John Tyler            |
| Henry A. Wise                         | Envoyé extraordinaire et ministre plénipotentiaire | 10 août 1844      | 28 août 1847      | John Tyler            |
| David Tod (en)                        | Envoyé extraordinaire et ministre plénipotentiaire | 28 août 1847      | 9 août 1851       | James K. Polk         |
| Robert Cumming Schenck                | Envoyé extraordinaire et ministre plénipotentiaire | 9 août 1851       | 8 octobre 1853    | Millard Fillmore      |
| William Trousdale (en)                | Envoyé extraordinaire et ministre plénipotentiaire | 8 octobre 1853    | 5 décembre 1857   | Franklin Pierce       |
| Richard Kidder Meade (en)             | Envoyé extraordinaire et ministre plénipotentiaire | 5 décembre 1857   | 9 juillet 1861    | James Buchanan        |
| James Watson Webb                     | Envoyé extraordinaire et ministre plénipotentiaire | 21 octobre 1861   | 26 mai 1869       | Abraham Lincoln       |
| James Monroe,                         | Chargé d'affaires ad interim                       | 1869              | 1869              | Ulysses S. Grant      |
| Henry T. Blow (en)                    | Envoyé extraordinaire et ministre plénipotentiaire | 28 août 1869      | 6 novembre 1870   | Ulysses S. Grant      |
| James R. Partridge                    | Envoyé extraordinaire et ministre plénipotentiaire | 31 juillet 1871   | 11 juin 1877      | Ulysses S. Grant      |
| Henry Washington Hilliard (en)        | Envoyé extraordinaire et ministre plénipotentiaire | 23 octobre 1877   | 15 juin 1881      | Rutherford B. Hayes   |
| Thomas A. Osborn (en)                 | Envoyé extraordinaire et ministre plénipotentiaire | 17 décembre 1881  | 11 juillet 1885   | James Garfield        |
| Thomas Jordan Jarvis (en)             | Envoyé extraordinaire et ministre plénipotentiaire | 11 juillet 1885   | 19 novembre 1888  | Grover Cleveland      |
| Robert Adams Jr. (en)                 | Envoyé extraordinaire et ministre plénipotentiaire | 20 juillet 1889   | 1er mars 1890     | Benjamin Harrison     |
| Edwin H. Conger                       | Envoyé extraordinaire et ministre plénipotentiaire | 19 décembre 1890  | 9 septembre 1893  | Benjamin Harrison     |
| Thomas Larkin Thompson (en)           | Envoyé extraordinaire et ministre plénipotentiaire | 9 septembre 1893  | 17 juillet 1897   | Grover Cleveland      |
| Edwin H. Conger                       | Envoyé extraordinaire et ministre plénipotentiaire | 9 août 1897       | 6 février 1898    | William McKinley      |
| Charles Page Bryan (en)               | Envoyé extraordinaire et ministre plénipotentiaire | 11 avril 1898     | 3 décembre 1902   | William McKinley      |
| David Eugene Thompson (en)            | Envoyé extraordinaire et ministre plénipotentiaire | 1er avril 1903    | 16 mars 1905      | Theodore Roosevelt    |
| David Eugene Thompson (en)            | Ambassadeur extraordinaire et plénipotentiaire     | 16 mars 1905      | 3 novembre 1905   | Theodore Roosevelt    |
| Lloyd Carpenter Griscom (en)          | Ambassadeur extraordinaire et plénipotentiaire     | 6 juin 1906       | 2 janvier 1907    | Theodore Roosevelt    |
| Irving Bedell Dudley                  | Ambassadeur extraordinaire et plénipotentiaire     | 1er avril 1907    | 16 septembre 1911 | Theodore Roosevelt    |
| Edwin Vernon Morgan (en)              | Ambassadeur extraordinaire et plénipotentiaire     | 4 juin 1912       | 23 août 1933      | William H. Taft       |
| Hugh S. Gibson (en)                   | Ambassadeur extraordinaire et plénipotentiaire     | 23 août 1933      | 3 décembre 1936   | Franklin D. Roosevelt |
| Jefferson Caffery                     | Ambassadeur extraordinaire et plénipotentiaire     | 17 août 1937      | 17 septembre 1944 | Franklin D. Roosevelt |
| Adolf Augustus Berle                  | Ambassadeur extraordinaire et plénipotentiaire     | 30 janvier 1945   | 27 février 1946   | Franklin D. Roosevelt |
| William D. Pawley (en)                | Ambassadeur extraordinaire et plénipotentiaire     | 13 juin 1946      | 26 mars 1948      | Harry S. Truman       |
| Herschel Johnson                      | Ambassadeur extraordinaire et plénipotentiaire     | 22 juillet 1948   | 27 mai 1953       | Harry S. Truman       |
| James S. Kemper                       | Ambassadeur extraordinaire et plénipotentiaire     | 18 août 1953      | 26 janvier 1955   | Dwight D. Eisenhower  |
| James Clement Dunn                    | Ambassadeur extraordinaire et plénipotentiaire     | 11 mars 1955      | 4 juillet 1956    | Dwight D. Eisenhower  |
| Ellis O. Briggs (en)                  | Ambassadeur extraordinaire et plénipotentiaire     | 24 juillet 1956   | 29 avril 1959     | Dwight D. Eisenhower  |
| Clare Boothe Luce                     | Ambassadeur extraordinaire et plénipotentiaire     | 29 avril 1959     | 1er mai 1959      | Dwight D. Eisenhower  |
| John Moors Cabot                      | Ambassadeur extraordinaire et plénipotentiaire     | 22 juillet 1959   | 17 août 1961      | Dwight D. Eisenhower  |
| Lincoln Gordon                        | Ambassadeur extraordinaire et plénipotentiaire     | 19 octobre 1961   | 25 février 1966   | John F. Kennedy       |
| John W. Tuthill (en)                  | Ambassadeur extraordinaire et plénipotentiaire     | 30 juin 1966      | 9 janvier 1969    | Lyndon B. Johnson     |
| Charles Burke Elbrick (en)            | Ambassadeur extraordinaire et plénipotentiaire     | 14 juillet 1969   | 7 mai 1970        | Richard Nixon         |
| William M. Rountree (en)              | Ambassadeur extraordinaire et plénipotentiaire     | 16 novembre 1970  | 30 mai 1973       | Richard Nixon         |
| John Hugh Crimmins (en)               | Ambassadeur extraordinaire et plénipotentiaire     | 13 août 1973      | 25 février 1978   | Richard Nixon         |
| Robert M. Sayre (en)                  | Ambassadeur extraordinaire et plénipotentiaire     | 8 juin 1978       | 19 septembre 1981 | Jimmy Carter          |
| Langhorne A. Motley (en)              | Ambassadeur extraordinaire et plénipotentiaire     | 6 octobre 1981    | 6 juillet 1983    | Ronald Reagan         |
| Diego C. Asencio (en)                 | Ambassadeur extraordinaire et plénipotentiaire     | 20 décembre 1983  | 28 février 1986   | Ronald Reagan         |
| Harry W. Shlaudeman (en)              | Ambassadeur extraordinaire et plénipotentiaire     | 5 août 1986       | 14 mai 1989       | Ronald Reagan         |
| Richard Huntington Melton             | Ambassadeur extraordinaire et plénipotentiaire     | 12 décembre 1989  | 16 décembre 1993  | George H. W. Bush     |
| Melvyn Levitsky (en)                  | Ambassadeur extraordinaire et plénipotentiaire     | 1er janvier 1994  | 17 juin 1998      | Bill Clinton          |
| Anthony Stephen Harrington            | Ambassadeur extraordinaire et plénipotentiaire     | 8 février 2000    | 28 février 2001   | Bill Clinton          |
| Cristobal R. Orozco                   | Chargé d'affaires ad interim                       | Février 2001      | Avril 2002        | George W. Bush        |
| Donna Hrinak (en)                     | Ambassadeur extraordinaire et plénipotentiaire     | 23 avril 2002     | 26 juin 2004      | George W. Bush        |
| John Danilovich (en)                  | Ambassadeur extraordinaire et plénipotentiaire     | 2 septembre 2004  | 7 novembre 2005   | George W. Bush        |
| Philip T. Chicola                     | Chargé d'affaires ad interim                       | Novembre 2005     | Novembre 2006     | George W. Bush        |
| Clifford Sobel (en)                   | Ambassadeur extraordinaire et plénipotentiaire     | 7 novembre 2006   | Août 2009         | George W. Bush        |
| Thomas Shannon                        | Ambassadeur extraordinaire et plénipotentiaire     | 24 décembre 2009  | Septembre 2013    | Barack Obama          |
| Liliana Ayalde (en)                   | Ambassadeur extraordinaire et plénipotentiaire     | 12 septembre 2013 | 11 janvier 2017   | Barack Obama          |
| P. Michael McKinley (en)              | Ambassadeur extraordinaire et plénipotentiaire     | 11 janvier 2017   | 5 novembre 2018   | Donald Trump          |
| William W. Popp                       | Chargé d'affaires, intérim                         | 5 novembre 2018   | 30 mars 2020      | Donald Trump          |
| Todd C. Chapman                       | Ambassadeur extraordinaire et plénipotentiaire     | 30 mars 2020      | 23 juillet 2021   | Donald Trump          |
| Douglas Koneff                        | Chargé d'affaires, intérim                         | 28 juillet 2021   | 2 février 2023    | Joe Biden             |
| Elizabeth Frawley Bagley (en)         | Ambassadrice extraordinaire et plénipotentiaire    | 3 février 2023    | 20 janvier 2025   | Joe Biden             |